# Валантен Розьє
Валантен Розьє (фр. Valentin Rosier, нар. 19 серпня 1996, Монтобан) — французький футболіст, захисник іспанського «Леганеса».
Виступав, зокрема, за клуби «Родез», «Діжон», «Спортінг» та «Бешикташ», а також молодіжну збірну Франції.
Чемпіон Туреччини. Володар Кубка Туреччини. Володар Суперкубка Туреччини.

## Клубна кар'єра
Народився 19 серпня 1996 року в місті Монтобан.
У дорослому футболі дебютував 2015 року виступами за команду «Родез», у якій провів один сезон, взявши участь у 26 матчах чемпіонату. Більшість часу, проведеного у складі «Родеза», був основним гравцем захисту команди.
Своєю грою за цю команду привернув увагу представників тренерського штабу клубу «Діжон», до складу якого приєднався 2016 року. Відіграв за команду з Діжона наступні три сезони своєї ігрової кар'єри.
У 2019 році уклав контракт з клубом «Спортінг», у складі якого провів наступний рік своєї кар'єри гравця. 
До складу клубу «Бешикташ» приєднався 2020 року. Станом на 5 червня 2023 року відіграв за стамбульську команду 90 матчів в національному чемпіонаті.

## Виступи за збірну
Протягом 2017–2018 років залучався до складу молодіжної збірної Франції. На молодіжному рівні зіграв у 7 офіційних матчах.

## Статистика виступів

### Статистика клубних виступів
| Сезон             | Команда           | Чемпіонат         | Чемпіонат | Чемпіонат | Національний кубок | Національний кубок | Національний кубок | Континентальні кубки | Континентальні кубки | Континентальні кубки | Інші змагання | Інші змагання | Інші змагання | Усього | Усього |
| Сезон             | Команда           | Ліга              | Ігор      | Голів     | Ліга               | Ігор               | Голів              | Ліга                 | Ігор                 | Голів                | Ліга          | Ігор          | Голів         | Ігор   | Голів  |
| ----------------- | ----------------- | ----------------- | --------- | --------- | ------------------ | ------------------ | ------------------ | -------------------- | -------------------- | -------------------- | ------------- | ------------- | ------------- | ------ | ------ |
| 2016–17           | «Діжон»           | Л1                | 3         | 0         | КФ+КЛ              | 1+0                | 0                  | -                    | -                    | -                    | -             | -             | -             | 4      | 0      |
| 2017–18           | «Діжон»           | Л1                | 36        | 0         | КФ+КЛ              | 1+0                | 0                  | -                    | -                    | -                    | -             | -             | -             | 37     | 0      |
| 2018–19           | «Діжон»           | Л1                | 18        | 0         | КФ+КЛ              | 0+1                | 0                  | -                    | -                    | -                    | -             | -             | -             | 19     | 0      |
| Усього за «Діжон» | Усього за «Діжон» | Усього за «Діжон» | 57        | 0         |                    | 3                  | 0                  |                      | -                    | -                    |               | -             | -             | 60     | 0      |
| Усього за кар'єру | Усього за кар'єру | Усього за кар'єру | 57        | 0         |                    | 3                  | 0                  |                      | -                    | -                    |               | -             | -             | 60     | 0      |

## Титули і досягнення
- Чемпіон Туреччини (1):

«Бешикташ»: 2020-2021
- Володар Кубка Туреччини (1):

«Бешикташ»: 2020-2021
- Володар Суперкубка Туреччини (1):

«Бешикташ»: 2021